# Johan Gottlob Richter
Johan Gottlob Richter, född cirka 1733, död 3 september 1797, var en tysk valthornist. Richter var anställd i Hovkapellet 1785-1797. Han var även medlem av Gustav IIIs privata harmonimusikkår.